# Jalula
Jalula fou una antiga vila de l'Iraq i cap del districte (tassuj) de Jalula, a l'est del Tigris en la ruta a Khurasan, a uns 40 km al nord-est de Dastajird i uns 40 km al sud-oest de Khanikin. La regava el riu Jalula, afluent del Diyala.
Fou teatre d'una batalla lliurada el 637 en què els musulmans van derrotar els sassànides. A la segona meitat del segle xi s'hi va construir una ràbita o fortalesa i la ciutat fou anomenada sovint Ribat Jalula.
Modernament se suposa que correspon a la petita vila de Kazilabadh o Kazrabadh o Kizrebat (deformació de Kizilrobat) que vol dir "Estació de caravanes Roja".